# Majspuszta
Majspuszta (másképpen Majskamegye , középkori neve Majs, horvátul: Majške Međe, szerbül: Мајшке Међе) falu Horvátországban, Eszék-Baranya megyében. Közigazgatásilag Kácsfaluhoz tartozik.

## Fekvése
Eszéktől légvonalban 24, közúton 35 km-re északnyugatra, községközpontjától légvonalban 8, közúton 11 km-re Baranyában, a Drávaszög nyugati részén elterülő síkságon fekszik.

## Története
A település első írásos említése 1289-ben „Moys” alakban történt. 1399-ben „Mayus”, 1428-ban „Maius, Mayus” alakban találjuk a korabeli oklevelekben. 1399-ben határozottan Peterd, a mai Petárda mellett tűnik fel. Ez alapján azonos lehet a mai Majspusztával. Nevét középkori uráról a Majs nemzetségről kapta, mely névadója volt Majsmonostorának, a mai Pélmonostornak is. A középkori Szeglakkal való azonosítása teljesen téves, hiszen az a Dráván túl, a mai Harkányfalva határában Breznica és a Vucsica összefolyásának közelében feküdt, ahol egykori várkastélyának a maradványait is megtalálták. Majs 1582-ben és 1687-ben is lakott volt. 1696-ban már szerbek lakták, akik még 1704 előtt elhagyták a települést. 
A mai település 1830-ban mezőgazdasági majorként keletkezett, amikor az Esterházyak a környező földek megművelésére dunai svábokat telepítettek ide. 1860 körül az uradalom egyik majorságává fejlődött. 1869-ben 78, 1910-ben 179 lakosa volt. Baranya vármegye Baranyavári járásához tartozott. A település az első világháború után az új szerb-horvát-szlovén állam, majd később (1929-ben) Jugoszlávia része lett. 1941 és 1944 között ismét Magyarországhoz tartozott, majd a háború után ismét Jugoszlávia része lett. A második világháború végén a német lakosság nagy része elmenekült a partizánok elől. Az itt maradtakat a kommunista hatóságok kollektív háborús bűnösökké nyilvánították, minden vagyonuktól megfosztották és munkatáborba zárták. Az életben maradtakat később Németországba és Ausztriába telepítették ki. 
1946-ban az ország más részeiről szállítottak ide elszegényedett horvát és szerb családokat. A szerbek főként a Banija és a Kordun vidékéről érkeztek. Az 1991-es népszámlálás adatai szerint 215 főnyi lakosságának 53%-a szerb, 34%-a horvát, 8%-a jugoszláv, 2%-a montenegrói, 1%-a magyar nemzetiségű volt. 1991 augusztusában a jugoszláv hadsereg által támogatott szerb szabadcsapatok elűzték a falu nemszerb lakosságát, akik Eszékre, vagy Magyarország felé menekültek. A horvátok házaiba szerbek költöztek. A menekültek csak 1998-ban térhettek vissza. A településnek 2011-ben 82 lakosa volt, akik többségben mezőgazdasággal foglalkoztak.

## Népessége
| Lakosság változása | Lakosság változása | Lakosság változása | Lakosság változása | Lakosság változása | Lakosság változása | Lakosság változása | Lakosság változása | Lakosság változása | Lakosság változása | Lakosság változása | Lakosság változása | Lakosság változása | Lakosság változása | Lakosság változása | Lakosság változása |
| ------------------ | ------------------ | ------------------ | ------------------ | ------------------ | ------------------ | ------------------ | ------------------ | ------------------ | ------------------ | ------------------ | ------------------ | ------------------ | ------------------ | ------------------ | ------------------ |
| 1857               | 1869               | 1880               | 1890               | 1900               | 1910               | 1921               | 1931               | 1948               | 1953               | 1961               | 1971               | 1981               | 1991               | 2001               | 2011               |
| 0                  | 78                 | 0                  | 0                  | 151                | 179                | 0                  | 0                  | 288                | 287                | 300                | 264                | 195                | 158                | 99                 | 82                 |

(1869-ben településrészként. 1880-ban, 1890-ben, 1921-ben és 1931-ben lakosságát Bolmányhoz számították.)

## Gazdaság
A településen hagyományosan a mezőgazdaság és az állattartás mellett a vadászturizmus képezi a megélhetés alapját. A településen újabban az újbezdáni Fermopromet vállalat silói épültek, amelyekbe a környékről származó gazdák elhozhatják termékeiket.

## Nevezetességei
A szerb kommunista háborús hős Jovan Lazić családja egy nagy házat birtokolt a faluban, amelyet a helyiek kastélynak neveztek. Sírja a ház udvarában volt. A sírt évente egyszer meglátogatták a pélmonostori „Jovan Lazić” általános iskola bolmányi területi iskolájának tanulói. A ház eladása után a sírt a falu temetőjébe helyezték át. 

## Oktatás
A településen négyosztályos alsó tagozatos általános iskola működik, de a felső tagozatosok Bolmányba járnak iskolába. 

## Sport
Az NK „Budućnost” Majska Međa az 1988/89., 1989/90. és 1990/91-es szezonban szerepelt a megyei bajnokság első és második ligájában.